# Анжелина (певица)
Анжелина Нава (фр. Angélina Nava; род. 4 ноября 2006, Ла-Сьота), более известная как Анжелина, — юная французская певица, победитель 4-го сезона французской версии «Голоса. Дети» и представитель своей страны на «Детском Евровидении» 2018 года, где с песней «Jamais sans toi» заняла 2-е место.

## Биография
Анжелина родилась 4 ноября 2006 года в Марселе во французско-итальянской семье.

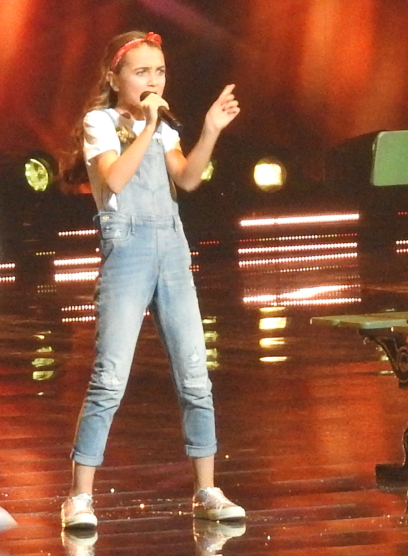

С детства девочка подпевала радио и была очень музыкальной, в отличие от своих родителей, в результате чего было принято решение отдать её на занятия вокалом и фортепиано.
Анжелина обучалась в родном городе в «Académie des étoiles», в 5 лет выступила на благотворительном концерте с кавером на песню «Colors of the wind», после чего продолжила выступать в мюзиклах. В 2016 году была замечена директором кастинга французской версии телевизионного шоу «Голос. Дети» Бруно Бербере. В 2017 году приняла участие в четвёртом сезоне французского «Голоса. Дети». В слепых прослушиваниях пела песню «All in You» группы Synapson, к ней повернулись все три кресла, и она выбрала Патрика Фьори. В финале (шедшем в прямом эфире на TF1 в субботу 30 сентября с 21:00) она в свои 9 лет была самой младшей участницей и победила. Вскоре после победы вошла в состав труппы Enfoirés Kids, давшей в ноябре единственный концерт. В следующем году была избрана представлять свою страну в Минске на «Детском Евровидении» с песней «Jamais sans toi», повествующей о её лучшей подруге, Полин. На сцене Анжелина была с двумя танцорами: Лео Поло и Альбан Урту, хореограф-постановщик Сабрина Лониз.
На «Детском Евровидении» Анжелина заняла второе место с 203 очками, уступив 12 очков Роксане Венгель из Польши.
Через некоторое время после её признанного очень успешным выступления было объявлено, что Франция примет участие в «Детском Евровидении» и в следующем, 2019 году. Ведь до Анжелины её страна принимала участие в этом конкурсе лишь один раз в 2004 году.
В декабре 2018 году Анжелина вручала приз победительнице пятого сезона французского «Голоса. Дети» Эмме.
26 апреля 2019 года Анжелина выпустила дебютный альбом «Ma voie», включающий 12 песен. Самой успешной песней стала «Maman me dit», клип которой по состоянию на апрель 2020 года собрал больше 30 миллионов просмотров на YouTube.
22 ноября 2019 была выпущена коллекционная версия альбома Ma voie, включающая в себя 12 уже имеющихся и 6 новых песен.
18 июня 2021 года был выпущен сингл Héros и клип на него

## Дискография

### Альбомы
| Альбом                                                                                    | Чарты | Чарты    | Чарты    |
| Альбом                                                                                    | FRA   | FRA физ. | BEL (Wa) |
| ----------------------------------------------------------------------------------------- | ----- | -------- | -------- |
| Ma voie - Издан: 26 апреля 2019 - Лейбл: MCA (Universal Music France)                     | 64    | 30       | 65       |
| Ma voie (Édition Collector) - Издан: 22 ноября 2019 - Лейбл: MCA (Universal Music France) | 64    | 30       | 65       |

### Синглы
| Название          | Год  | Чарты | Альбом                      |
| Название          | Год  | FRA   | Альбом                      |
| ----------------- | ---- | ----- | --------------------------- |
| «Jamais sans toi» | 2018 | —     | Ma voie                     |
| «Maman me dit»    | 2019 | —     | Ma voie                     |
| «Qui dit mieux ?» | 2019 | —     | Ma voie (Édition Collector) |